# クレメンス14世 (ローマ教皇)
クレメンス14世（Clemens XIV, 1705年10月31日 - 1774年9月22日）は、ローマ教皇（在位：1769年5月19日 - 1774年9月22日）、カトリック教会の司祭。本名は、ジョヴァンニ・ヴィンチェンツォ・アントニオ・ガンガネッリ（Giovanni Vincenzo Antonio Ganganelli）である。ヨーロッパ諸国の圧力に屈してイエズス会の解散を命令した教皇である。

## 生涯
イタリア、リミニ生まれのコンベンツアル派のフランシスコ会員で、説教師として評判だったガンガネッリは、教皇ベネディクトゥス14世の知己となり、クレメンス13世によって枢機卿にあげられた。彼が1769年に教皇に選ばれると、反イエズス会で凝り固まっていたヨーロッパの諸王室から強い圧力を受けた。就任当初からイエズス会への過酷な対応が求められていたのである。
この時代、ヨーロッパ諸国では反イエズス会的な雰囲気がみなぎっていた。クレメンス14世というと、すぐに「イエズス会禁止の張本人」というレッテルを貼られてしまうが、決して彼が喜んでこれを行ったわけではない。その意味では、フランスのフィリップ4世に追従してテンプル騎士団を壊滅させたクレメンス5世と同格に扱うことはできないといえよう。とにかくクレメンス14世の時代、教会の権威と世俗国家の権威の間の対立が深刻なものになり、一触即発の状態に達していた。
クレメンス14世は諸国の圧力に屈せず、イエズス会弾圧に対して非常に慎重な姿勢を見せていたが、従来からの懸案であった欧州諸国と教会との関係修復という観点に立って、これ以上関係を悪化させてはならないという考えから、イエズス会をその犠牲とすることを決断した。1773年7月21日、問題の小勅書「ドミヌス・アク・レデンプトール」（Dominus ac Redemptor）が公布され、イエズス会は解散となった。 
イエズス会を失うことは教会にとっての痛手であり、この勅書が後世の評価においてクレメンス14世に消すことのできない汚名を着せることになった。以後、クレメンス14世は世俗国家の要求に屈したということで、教皇権の至上を叫ぶウルトラモンタニスム主義者に厳しく糾弾されることになる。
なお、クレメンス14世は1771年にバチカン美術館の一般公開に踏み切った教皇としても知られている。古代彫刻の名品が並ぶベルヴェデーレの中庭を含む一帯は、ピオ・クレメンティーノ美術館と呼ばれているが、この「ピオ」は教皇ピウス6世の名から、「クレメンティーノ」は教皇クレメンス14世の名から記念してつけられたものである。